# Cleora fusconebulata
Cleora fusconebulata är en fjärilsart som beskrevs av Fletcher 1953. Cleora fusconebulata ingår i släktet Cleora och familjen mätare. Inga underarter finns listade i Catalogue of Life.